# Рюнинг, Эбба
Эбба Рюнинг (швед. Ebba Ryning; 1595—1642), — шведская придворная дама. С 1639 по 1642 год она служила обер-гофмейстериной (швед. överhovmästarinna) при королеве Швеции Кристине.

## Биография
Эбба Рюнинг была дочерью дворянина Педера Рюнинга и Керстин Юлленшерны. В 1625 она вышла замуж за полковника-дворянина Гёран Сопа, умершего в 1631 году. До своего замужества Эбба Рюнинг служила в качестве камер-фрейлины (швед. kammarfröken) вдовствующей шведской королевы Кристины Шлезвиг-Гольштейн-Готторпской.

### Придворная
После смерти приёмной матери королевы и тёти Катарины Шведской Королевский регентский совет под началом Акселя Оксеншерны счёл необходимым назначить новую приёмную мать несовершеннолетнему монарху (её мать была изгнана), что привело к реорганизации двора королевы. Чтобы молодая королева не зависела от одного единственного человека и фигуры любимой матери, Королевский совет решил разделить должность главной фрейлины (ответственной за придворных дам королевы) и должность королевской гувернантки (или приёмной матери) между четырьмя женщинами, по две на каждую. Соответственно, в 1639 году Эбба Лейонхуфвуд и Кристина Натт ох Даг были назначены на должность королевской гувернантки и приёмной матери (швед. Upptuktelse-Förestånderska), в то время как Беата Оксеншерна и Эбба Рюнинг были назначены на должность главной фрейлины, все четверо носили официальный ранг и титул гофмейстерины (швед. hovmastarinna).
Эбба Лейонхуфвуд была родственницей Акселя Оксеншерны, а Беата Оксенштерна и Эбба Рюнинг также были связаны с партией рода Оксеншерна, которая, предположительно, сыграла определённую роль в их назначениях.
Решение королевского совета по предоставлению королеве Кристине нескольких приёмных матерей, чтобы избежать её привязанности к одному человеку, кажется, было эффективно: Кристина не упоминала своих приёмных матерей непосредственно в своих мемуарах и, похоже, не имела какой-либо привязанности ни к одной из них, и они, похоже, не играли никакой роли при дворе после окончания срока их службы. За некоторыми исключениями, такими как Эбба Спарре, леди Джейн Рутвен и Луиза ван дер Нот, Кристина вообще не проявляла какого-либо интереса к своим придворным дамам и обычно упоминала их в своих мемуарах только для того, чтобы выгодно сравнить себя с ними, называя себя более мужественной, чем они. В 1639 году она упоминает о своем отношении к своим фрейлинам в связи с Беатой Оксеншерной и её дочерью, фрейлиной Мертой Ульфспарре:
«Хозяйка мантии Леди м-ль Оксеншерна и её дочь только что прибыли. Чем больше их приходит сюда, тем хуже» […] " «Я презираю всех в моём окружении, особенно женщин моего двора, от которых я не могу вынести ни малейшего упрёка».